# Eleição municipal de Goiânia em 2020
A eleição municipal da cidade de Goiânia em 2020 ocorreu no dia 15 de novembro (primeiro turno) e 29 de novembro (segundo turno), com o objetivo de eleger um prefeito, um vice-prefeito e 35 vereadores, que serão responsáveis pela administração da cidade. O então prefeito Iris Rezende, que assumiu o Palácio das Campinas Venerando de Freitas Borges (Paço Municipal) e se elegeu em 2016, estava apto para concorrer a uma possível reeleição. Iris, no entanto, acabou por desistir de um novo mandato e anunciou, em 24 de agosto, aos 86 anos de idade, que iria se aposentar da política após terminar o mandato, em 1º de janeiro de 2021.
Em 29 de novembro de 2020, Maguito Vilela (MDB) foi eleito prefeito de Goiânia (GO) com 52,60% dos votos válidos, e desde o início da campanha, esteve internado para se tratar da COVID-19, chegando a tomar posse no hospital em 1.º de janeiro de 2021. Porém, 13 dias depois, após seu estado de saúde piorar, o prefeito eleito morreu, sem ter exercido plenamente o mandato, que foi assumido pelo seu vice Rogério Cruz (Republicanos).

## Contexto político e pandemia
As eleições municipais de 2020 foram marcadas, antes mesmo de iniciada a campanha oficial, pela pandemia de COVID-19 no Brasil, o que fez com que os partidos remodelassem suas estratégias de pré-campanha. O Tribunal Superior Eleitoral (TSE) autorizou os partidos a realizarem as convenções para escolha de candidatos aos escrutínios por meio de plataformas digitais de transmissão, para evitar aglomerações que pudessem proliferar o coronavírus. Alguns partidos recorreram a mídias digitais para lançar suas pré-candidaturas. Além disso, a partir deste pleito, foi colocada em prática a Emenda Constitucional 97/2017, que proíbe a celebração de coligações partidárias para as eleições legislativas, o que pode gerar um inchaço de candidatos ao legislativo.
Originalmente, as eleições ocorreriam em 4 de outubro (primeiro turno) e 25 de outubro (segundo turno), porém, com o agravamento da pandemia de COVID-19 no Brasil, as datas foram modificadas.

## Ocorrências
No dia 10 de outubro de 2020, o candidato a vereador pelo Partido Socialismo e Liberdade (PSOL), Fabrício Rosa, teve o carro avariado por filmar Edson Automóveis, também candidato a vereador pelo Partido Liberal (PL), fazendo propaganda irregular com carro de som.
O candidato a prefeito Maguito Vilela testou positivo para o coronavírus no dia 20 de outubro de 2020, e no dia 30 de outubro foi entubado na Unidade de Terapia Intensiva (UTI) do Hospital Albert Einstein, em São Paulo, e depois extubado. De acordo com o médico pneumologista que acompanhava Maguito, Marcelo Rabahi, o candidato ainda precisava do suporte de oxigênio. Maguito apresentou piora e foi entubado pela segunda vez. No dia 15 de novembro, dia da eleição, iniciou um tratamento respiratório com uma máquina chamada ECMO, que funciona como os pulmões e o coração de forma artificial.

## Candidatos

### Primeiro turno
A lista de pré-candidatos foi sujeita a alterações constantes, com o prazo final para o registro das candidaturas em ocorrendo apenas em 26 de setembro. O prazo final, 15 de agosto, foi modificado em razão da Emenda Constitucional n° 107/2020.
| Número eleitoral | Candidato(a) a prefeito  | Candidato(a) a prefeito | Candidato(a) a vice-prefeito | Candidato(a) a vice-prefeito | Coligação                                                                               |
| Número eleitoral | Nome                     | Partido                 | Nome                         | Partido                      | Coligação                                                                               |
| ---------------- | ------------------------ | ----------------------- | ---------------------------- | ---------------------------- | --------------------------------------------------------------------------------------- |
| 13               | Delegada Adriana Accorsi | PT                      | Pedro Wilson                 | PT                           | Sem coligação                                                                           |
| 15               | Maguito Vilela           | MDB                     | Rogério Cruz                 | Republicanos                 | "Pra Goiânia Seguir em Frente" - MDB - Republicanos - PMB - PTC - Patriota - PL - PCdoB |
| 17               | Major Araújo             | PSL                     | Rose Castelo                 | PSL                          | Sem coligação                                                                           |
| 21               | Antônio Vieira Neto      | PCB                     | Guilherme Martes Martins     | PCB                          | Sem coligação                                                                           |
| 23               | Virmondes Cruvinel       | Cidadania               | Julimária Sousa              | Cidadania                    | Sem coligação                                                                           |
| 27               | Gustavo Gayer            | DC                      | Alexandre Magalhães          | DC                           | Sem coligação                                                                           |
| 29               | Vinícius Gomes           | PCO                     | Tales de Castro              | PCO                          | Sem coligação                                                                           |
| 40               | Elias Vaz                | PSB                     | Genival Naves                | PDT                          | "Goiânia Merece Mais" - PSB - PDT - REDE                                                |
| 43               | Cristiano Cunha          | PV                      | Carlos Moreira               | PV                           | Sem coligação                                                                           |
| 45               | Talles Barreto           | PSDB                    | Meirinha Valle               | PSDB                         | Sem coligação                                                                           |
| 50               | Manu Jacob               | PSOL                    | Luis Felipe                  | PSOL                         | Sem coligação                                                                           |
| 55               | Vanderlan Cardoso        | PSD                     | Wilder Morais                | PSC                          | "Goiânia em Um Novo Momento" - PSD - PSC - PTB - PP - PMN - Avante - DEM                |
| 77               | Alysson Lima             | Solidariedade           | Coronel José Augusto         | Solidariedade                | Sem coligação                                                                           |
| 80               | Fábio Júnior             | UP                      | Allyne Marinho               | UP                           | Sem coligação                                                                           |
| 90               | Samuel Almeida           | PROS                    | Marcelo Freitas              | PRTB                         | "Esperança Goiânia" - PROS - PRTB - PODE                                                |

### Segundo turno
| Número eleitoral | Candidato(a) a prefeito | Candidato(a) a prefeito | Candidato(a) a vice-prefeito | Candidato(a) a vice-prefeito | Coligação                                                                               |
| Número eleitoral | Nome                    | Partido                 | Nome                         | Partido                      | Coligação                                                                               |
| ---------------- | ----------------------- | ----------------------- | ---------------------------- | ---------------------------- | --------------------------------------------------------------------------------------- |
| 15               | Maguito Vilela          | MDB                     | Rogério Cruz                 | Republicanos                 | "Pra Goiânia Seguir em Frente" - MDB - Republicanos - PMB - PTC - Patriota - PL - PCdoB |
| 55               | Vanderlan Cardoso       | PSD                     | Wilder Morais                | PSC                          | "Goiânia em Um Novo Momento" - PSD - PSC - PTB - PP - PMN - Avante - DEM                |

## Pesquisas eleitorais
| Fonte      | Datas Conduzidas          | Amostragem       | Margem de Erro | Ref.              | Iris Rezende(MDB) | Maguito Vilela (MDB) | Adriana Accorsi(PT) | Francisco Júnior (PSD) | Major Araújo(PSL) | Elias Vaz (PSB) | Alysson Lima(Republicanos) | Prof.ª Manu Jacob (PSOL) | Talles Barreto (PSDB) | Virmondes Cruvinel (Cidadania) | Outros | Não Sabe/Não Opinou | Brancos/Nulos |
| ---------- | ------------------------- | ---------------- | -------------- | ----------------- | ----------------- | -------------------- | ------------------- | ---------------------- | ----------------- | --------------- | -------------------------- | ------------------------ | --------------------- | ------------------------------ | ------ | ------------------- | ------------- |
| Fox Mappin | 25 a 31 de agosto de 2020 | 794 - Estimulada | +- 3,5%        | TRE-GO 04258/2020 | 26%               | -                    | 23%                 | 9%                     | 6%                | 6%              | 5%                         | 3%                       | 3%                    | 3%                             | 10%    | 3%                  | 3%            |
| Fox Mappin | 25 a 31 de agosto de 2020 | 794 - Estimulada | +- 3,5%        | TRE-GO 04258/2020 | -                 | 20%                  | 23%                 | 10%                    | 7%                | 6%              | 6%                         | 4%                       | 3%                    | 3%                             | 9%     | 4%                  | 5%            |

- Atualizado até 23h53min, quinta-feira, 13 de março de 2025 (UTC)

## Resultados

### Prefeitura
Fonte: TSE
| Candidato(a)                   | Vice                                 | 1º turno 15 de novembro de 2020 | 1º turno 15 de novembro de 2020 | 2º turno 29 de novembro de 2020 | 2º turno 29 de novembro de 2020 |
| Candidato(a)                   | Vice                                 | Votos                           | Porcentagem                     | Votos                           | Porcentagem                     |
| ------------------------------ | ------------------------------------ | ------------------------------- | ------------------------------- | ------------------------------- | ------------------------------- |
| Maguito Vilela (MDB)           | Rogério Cruz (Republicanos)          | 217.194                         | 36,02%                          | 52,60%                          | 277.497                         |
| Vanderlan Cardoso (PSD)        | Wilder Morais (PSC)                  | 148.739                         | 24,67%                          | 47,40%                          | 250.036                         |
| Adriana Accorsi (PT)           | Pedro Wilson (PT)                    | 80.715                          | 13,39%                          | Não participaram                | Não participaram                |
| Gustavo Gayer (DC)             | Alexandre Magalhães (DC)             | 45.928                          | 7,62%                           | Não participaram                | Não participaram                |
| Elias Vaz (PSB)                | Genival Naves (PDT)                  | 24.626                          | 4,08%                           | Não participaram                | Não participaram                |
| Major Araújo (PSL)             | Rose Castelo (PSL)                   | 20.395                          | 3,38%                           | Não participaram                | Não participaram                |
| Doutora Cristina (PL)          | Sadala Jorge (PL)                    | 18.280                          | 3,03%                           | Não participaram                | Não participaram                |
| Alysson Lima (Solidariedade)   | Coronel José Augusto (Solidariedade) | 16.644                          | 2,76%                           | Não participaram                | Não participaram                |
| Virmondes Cruvinel (Cidadania) | Julimaria Souza (Cidadania)          | 9.845                           | 1,63%                           | Não participaram                | Não participaram                |
| Samuel Almeida (PROS)          | Marcelo Freitas (PRTB)               | 7.383                           | 1,22%                           | Não participaram                | Não participaram                |
| Talles Barreto (PSDB)          | Meirinha Valle (PSDB)                | 5.689                           | 0,94%                           | Não participaram                | Não participaram                |
| Manu Jacob (PSOL)              | Luiz Felipe (PSOL)                   | 4.639                           | 0,77%                           | Não participaram                | Não participaram                |
| Cristiano Cunha (PV)           | Carlos Moreira (PV)                  | 1.364                           | 0,23%                           | Não participaram                | Não participaram                |
| Fábio Junior (UP)              | Allyne Marinho (UP)                  | 1.052                           | 0,17%                           | Não participaram                | Não participaram                |
| Professor Antônio (PCB)        | Professor Paulo (PCB)                | 344                             | 0,06%                           | Não participaram                | Não participaram                |
| Vinícius Gomes (PCO)           | Tales de Castro (PCO)                | 87                              | 0,01%                           | Não participaram                | Não participaram                |
| Total de votos válidos         | Total de votos válidos               | 602.924                         | 100%                            |                                 |                                 |
| → Votos válidos                | → Votos válidos                      | 602.924                         | 89,61%                          |                                 |                                 |
| → Votos brancos                | → Votos brancos                      | 26.243                          | 3,92%                           |                                 |                                 |
| → Votos nulos                  | → Votos nulos                        | 43.512                          | 6,47%                           |                                 |                                 |
| Total de votos                 | Total de votos                       | 672.859                         | 100%                            |                                 |                                 |

### Vereadores eleitos
| Candidato(a)               | Partido       | Votação     |
| -------------------------- | ------------- | ----------- |
| Isaías Ribeiro             | Republicanos  | 9.323 votos |
| Sargento Novandir          | Republicanos  | 7.247 votos |
| Luciula do Recanto         | PSD           | 5.982 votos |
| Sabrina Garcez             | PSD           | 5.891 votos |
| Clécio Alves               | MDB           | 5.132 votos |
| Lucas Kitão                | PSL           | 4.743 votos |
| Dr. Gian                   | MDB           | 4.729 votos |
| Sandes Júnior              | PP            | 4.664 votos |
| Bruno Diniz                | PRTB          | 4.632 votos |
| Anselmo Pereira            | MDB           | 4.574 votos |
| GCM Romário Policarpo      | Patriota      | 4.541 votos |
| Henrique Alves             | MDB           | 4.372 votos |
| Kleybe Morais              | MDB           | 4.062 votos |
| Izidio Alves               | MDB           | 4.007 votos |
| Anderson Sales             | DEM           | 3.743 votos |
| Mauro Rubem                | PT            | 3.608 votos |
| Cabo Senna                 | Patriota      | 3.549 votos |
| Gabriela Rodart            | DC            | 3.476 votos |
| Bessa                      | DC            | 3.370 votos |
| Pedro Azulão Jr            | PSB           | 3.233 votos |
| Leia Klebia                | PSC           | 3.222 votos |
| Leandro Sena               | Republicanos  | 3.191 votos |
| Ronilson Reis              | Podemos       | 3.184 votos |
| Juarez Lopes               | PDT           | 3.173 votos |
| Geverson Abel              | Avante        | 3.060 votos |
| Edgar Duarte               | PMB           | 2.905 votos |
| Aava Santiago              | PSDB          | 2.865 votos |
| Paulo Henrique da Farmácia | PTC           | 2.583 votos |
| Marlon                     | Cidadania     | 2.546 votos |
| Santana Gomes              | PRTB          | 2.540 votos |
| Pastor Wilson              | PMB           | 2.298 votos |
| Willian Veloso             | PL            | 1.972 votos |
| Joãozinho Guimarães        | Solidariedade | 1.950 votos |
| Thialu Guioti              | Avante        | 1.884 votos |
| Léo José                   | PTB           | 1.799 votos |